# Karl Georg Bruns

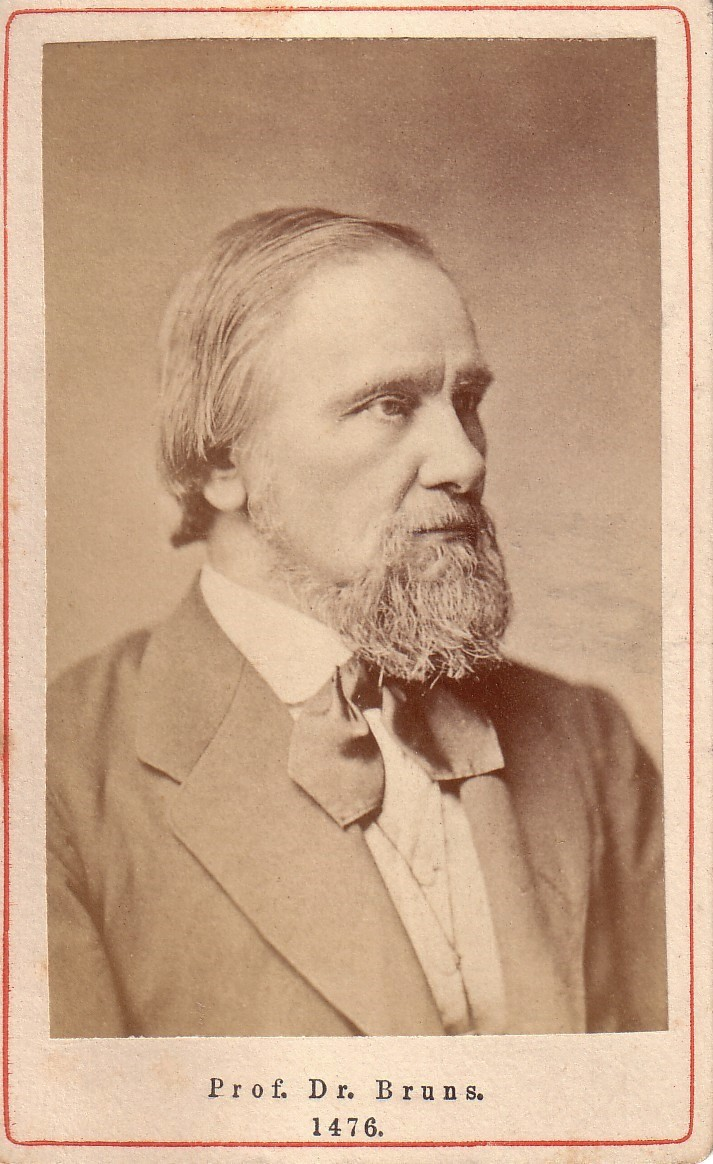
Karl Georg Bruns

Karl Eduard Georg Bruns, auch: Carl Georg Bruns, Georg Bruns (* 24. Februar 1816 in Helmstedt; † 10. Dezember 1880 in Berlin) war ein deutscher Jurist und Rechtswissenschaftler.

## Leben
Karl Georg Bruns, Sohn des Geheimen Justizrats Johann Georg Theodor Bruns (1786–1835) und dessen Frau Friedericke (1786–1822), Tochter des Philologen Johann Heinrich Justus Köppen (1755–1791), stammte aus einer Helmstedter Gelehrtenfamilie, die ursprünglich aus Holstein eingewandert war. Bereits sein Großvater, der Orientalist Paul Jakob Bruns (1743–1814), hatte sich als Professor in Halle und Helmstedt einen Namen als vielseitig gebildeter Mann gemacht. So wuchs Bruns in wohlbehüteten familiären Verhältnissen auf, wo in ihm während seiner Kindheit auch künstlerische Ambitionen angeregt wurden. Den Wirkungsorten seines Vaters folgend besuchte er die Schulen erst in Helmstedt, dann in Wolfenbüttel und zuletzt in Braunschweig. Dort bereitete er sich auch 1834 an dem Braunschweiger Collegium auf ein Studium vor.
1835 ging der junge Jurastudent an die Universität Göttingen, wechselte 1836 an die Universität Heidelberg und zog im Herbst 1836 an die Universität Tübingen. Hier hatte er die Unterstützung seines Onkels Heinrich Eduard Siegfried von Schrader (1779–1860) gefunden und wurde auch von Karl Georg von Wächter (1797–1880) unterrichtet. In Tübingen machte er mit einer Preisschrift Welchen Nutzen gewähren die sogenannten Vatikanischen Fragmente für die Wissenschaft des Römischen Rechts? (lat. 1842) auf sich aufmerksam und promovierte am 10. Mai 1838 zum Doktor der Rechte. Zurückgekehrt nach Braunschweig absolvierte er seine Prüfung zum Advokaten und fasste, auf Anregung seines Stiefonkels Ernst Ludwig Theodor Henke (1804–1872), den Entschluss, sich dem akademischen Leben zu widmen. Im Herbst zog er an die Universität Berlin, wo er sich intensiv mit der Philosophie Georg Wilhelm Friedrich Hegels auseinandersetzte und die Vorlesungen von Friedrich Karl von Savigny besuchte. Im Wintersemester 1839/40 kehrte er nach Tübingen zurück und wurde dort Ostern 1840 Privatdozent für die Institutionen.
Durch seine Vorlesetätigkeit hatte er sich bald solches Ansehen erworben, dass er 1844 zum außerordentlichen Professor an der juristischen Fakultät berufen wurde und 1849 einem Ruf als ordentlicher Professor für römisches Recht an die Universität Rostock folgte. In Rostock blieb er jedoch nicht lange. 1851 ging er als ordentlicher Professor an die Universität Halle-Wittenberg, wurde dort Mitglied des Spruchkollegiums und war in zwei Amtszeiten von 1855 bis 1857 Prorektor der Alma Mater. 1859 ging er als Professor an die Universität Tübingen, von wo er 1861 als Nachfolger von Friedrich Ludwig Keller und Savigny an die Universität Berlin berufen wurde. 1870/71 wurde er auch Rektor der Berliner Hochschule, war 1875 Mitglied der Berliner Akademie der Wissenschaften geworden und war 1861 Mitbegründer der Zeitschrift für Rechtsgeschichte.
Bruns unterzeichnete die Notabeln-Erklärung, die zwei Tage nach seinem Tod am 12. November 1880 in der Berliner Presse veröffentlicht wurde und in der 75 bedeutende Wissenschaftler, Unternehmer und Politiker ihre Verurteilung der antisemitischen Bewegung ausdrückten.
Er hatte sich am 21. September 1841 in Tübingen mit Charlotte († 1900), der Tochter des Oberjustizrates Gmelin in Esslingen, verheiratet. Der Sohn Ivo Bruns (1853–1901) erlangte ebenfalls Bedeutung als Altphilologe.
Bruns, der zeitlebens in guter gesundheitlicher Verfassung war, hatte sich sieben Tage vor seinem Tod eine Lungenentzündung zugezogen, an der er 1880 im Alter von 64 Jahren in Berlin verstarb. Er wurde auf dem Alten St.-Matthäus-Kirchhof in Schöneberg beigesetzt. Das Grab ist nicht erhalten geblieben.

## Schriften
Bruns wissenschaftliche Arbeiten widmeten sich vorwiegend dogmenhistorischen, rechtsdogmatischen und rechtshistorischen Themen. Neben einer Vielzahl unselbstständiger Beiträge in Zeitschriften und Sammelwerken verfasste er auch mehrere Monographien. Eine Sammlung seiner kleineren Beiträge erschien in Weimar 1882 in zwei Bänden und wurde von seinem Sohn Ivo Bruns herausgegeben. Darin ist auch ein Lebensabriss von Karl Bruns enthalten.
- Das Recht des Besitzes im Mittelalter und in der Gegenwart. Laupp, Tübingen 1848. (Digitalisat)
- Die Verschollenheit. Hirzel, Halle 1857.
- Fontes juris Romani antiqui Laupp, Tübingen 1860. (Digitalisat der Ausg. 1871) 4. Aufl. 1879, 5. Aufl. 1887, 6. Aufl. Freiburg 1893
- Das Wesen der bona fides bei der Ersitzung, ein practisches Gutachten nebst einem theoretischen Nachtrage. Puttkammer & Mühlbrecht, Berlin 1872. (Digitalisat)
- Die Besitzklagen des römischen und heutigen Rechts. Böhlau, Weimar 1874. (Digitalisat)
- (Mit Eduard Sachau): Syrisch Römisches Rechtsbuch aus dem 5. Jahrhundert. Brockhaus, Leipzig 1880. (Digitalisat)
- Der ältere Besitz und das possessorium ordinarium.
- Die preussische Besitzrechtsklage gegenüber der actio publiciana. Bruns, Minden 1891. (Digitalisat)